# 周柏雅
周柏雅（1959年3月8日—），中華民國臺北市政治人物，現任澎湖縣政府社會處處長，曾任臺北市議會副議長並連任長達七屆二十九年的臺北市議員，亦曾三度參選立法委員，但均未當選。

## 政治經歷
1986年，周柏雅在國立政治大學政治研究所碩士，即參與參選國民大會代表的周清玉的助選。選舉後成為周清玉的助理。1989年，周柏雅參選台北市議員選舉，最後順利當選議員。
2001年底曾參選台北市南區立委，選情相當看好，未料因綠營高額提名與「搶救」效應導致周柏雅以664票、0.1%的些微差距成為落選頭，吞下從政以來首場敗仗，這也是周柏雅距離進軍立院最近的一次。
2008年曾參選臺北市第八選舉區立委，捲土重來之役於氣勢如日中天的馬英九家鄉參選，遭遇由國新共推尋求連任的賴士葆，在陳水扁中央執政表現不佳之際選情非常艱困，在長期經營的文山區只有山區的老泉里險勝，總票數幾乎是對手的三分之一，黯然吞敗。
2009年2月8日，周柏雅獲民主進步黨徵召參選前立委李慶安因雙重國籍案去職所遺留下的台北市第六選區立委缺額，終以不足萬票、約10%的差距敗給七連霸市議員蔣乃辛，為民進黨打出漂亮一仗。但這也是他第三度參選立委、第三度落敗。
2010年12月25日，周柏雅代表民進黨角逐臺北市議會副議長，最終以一票之差險勝尋求連任的陳錦祥，成為台北市議會首位民進黨籍副議長。
2012年2月9日，周柏雅接受中評社訪問時表示，民進黨第14屆黨主席負有帶領民進黨轉型的重責大任，黨內大老不應再參選第14屆黨主席，黨主席也不宜由派系把持，他主張由派系色彩最淡的陳師孟擔任黨主席；他同時強調，台海兩岸應該進行最適當的往來、最適當的交流、最合乎雙方利益的交流，繼續爭辯「是否有九二共識」無法解決問題。
2014年12月25日，並未爭取連任副議長，禮讓同黨議員顏聖冠，不過最後仍然敗於捲土重來、上次以一票之差連任副議長失利的陳錦祥，結束台北市議會短暫的藍綠共治時代。2018年，僅獲9,218票、3.12%之得票率，以2,544票的差距無緣連任台北市議員，結束了七連霸、近三十年的臺北市議員生涯。
2024年，獲時任澎湖縣縣長陳光復延攬為澎湖縣政府社會處處長。

## 選舉紀錄
| 年度 | 選舉屆數               | 選舉區           | 所屬政黨   | 得票數 | 得票率 | 當選標記 | 備註 |
| ---- | ---------------------- | ---------------- | ---------- | ------ | ------ | -------- | ---- |
| 1989 | 第六屆臺北市議員選舉   | 臺北市第四選舉區 | 民主進步黨 | 17,680 | 9.66%  |          |      |
| 1994 | 第七屆臺北市議員選舉   | 臺北市第六選舉區 | 民主進步黨 | 19,192 | 6.61%  |          |      |
| 1998 | 第八屆臺北市議員選舉   | 臺北市第六選舉區 | 民主進步黨 | 19,496 | 6.28%  |          |      |
| 2001 | 第五屆立法委員選舉     | 臺北市第二選舉區 | 民主進步黨 | 34,251 | 5.69%  |          |      |
| 2002 | 第九屆臺北市議員選舉   | 臺北市第六選舉區 | 民主進步黨 | 15,409 | 5.30%  |          |      |
| 2006 | 第十屆臺北市議員選舉   | 臺北市第六選舉區 | 民主進步黨 | 16,613 | 6.06%  |          |      |
| 2008 | 第七屆立法委員選舉     | 臺北市第八選舉區 | 民主進步黨 | 38,261 | 26.35% |          |      |
| 2009 | 第七屆立法委員補選     | 臺北市第六選舉區 | 民主進步黨 | 36,465 | 38.72% |          |      |
| 2010 | 第十一屆臺北市議員選舉 | 臺北市第六選舉區 | 民主進步黨 | 18,708 | 6.22%  |          |      |
| 2014 | 第十二屆臺北市議員選舉 | 臺北市第六選舉區 | 民主進步黨 | 17,249 | 5.60%  |          |      |
| 2018 | 第十三屆臺北市議員選舉 | 臺北市第六選舉區 | 民主進步黨 | 9,218  | 3.12%  |          |      |

## 外部連結
- 台北市議會議員簡介
- 周柏雅網路服務處
- 周柏雅的部落格（页面存档备份，存于）

| 議會席位      | 議會席位                                                 | 議會席位      |
| ------------- | -------------------------------------------------------- | ------------- |
| 臺北市議會    |                                                          |               |
| 前任： 陳錦祥 | 臺北市議會副議長 第十一屆 2010年12月25日－2014年12月25日 | 繼任： 陳錦祥 |